# O Processo (1962)
The Trial (em francês:  Le Procès; bra/prt: O Processo
) é um filme franco-ítalo-teuto-iugoslavode 1962, escrito e dirigido por Orson Welles, baseado no romance O Processo, de Franz Kafka.

## Sinopse
Numa certa manhã, Josef K. é acusado de um crime que, supostamente, sequer sabe que cometeu. Terá que lutar para se defender e, para isso, investigar por que está sendo investigado.

## Elenco
- Anthony Perkins — Josef K.
- Jeanne Moreau — Marika Burstner
- Romy Schneider — Leni
- Elsa Martinelli — Hilda
- Suzanne Flon — mulher da mala
- Orson Welles — Albert Hastler
- Akim Tamiroff — Bloch
- Madeleine Robinson — Sra. Grubach
- Arnoldo Foà — Inspetor A
- Michael Lonsdale — padre
- Max Haufler — tio Max
- William Chappell — Titorelli

## Produção
As imagens do prólogo foram realizadas por Alexandre Alexeieff e Claire Parker. Entre os locais de gravação estão França e Iugoslávia (Croácia). Katina Paxinou consta dos créditos mas sua participação não entrou no corte final. O bluray do filme foi lançado em 2012.

## Prêmios
Critics Award 1964 (Sindicato Francês dos Críticos de Cinema, França)
- Venceu na categoria de melhor filme[carece de fontes?]